# Tempio dei Dioscuri di Napoli

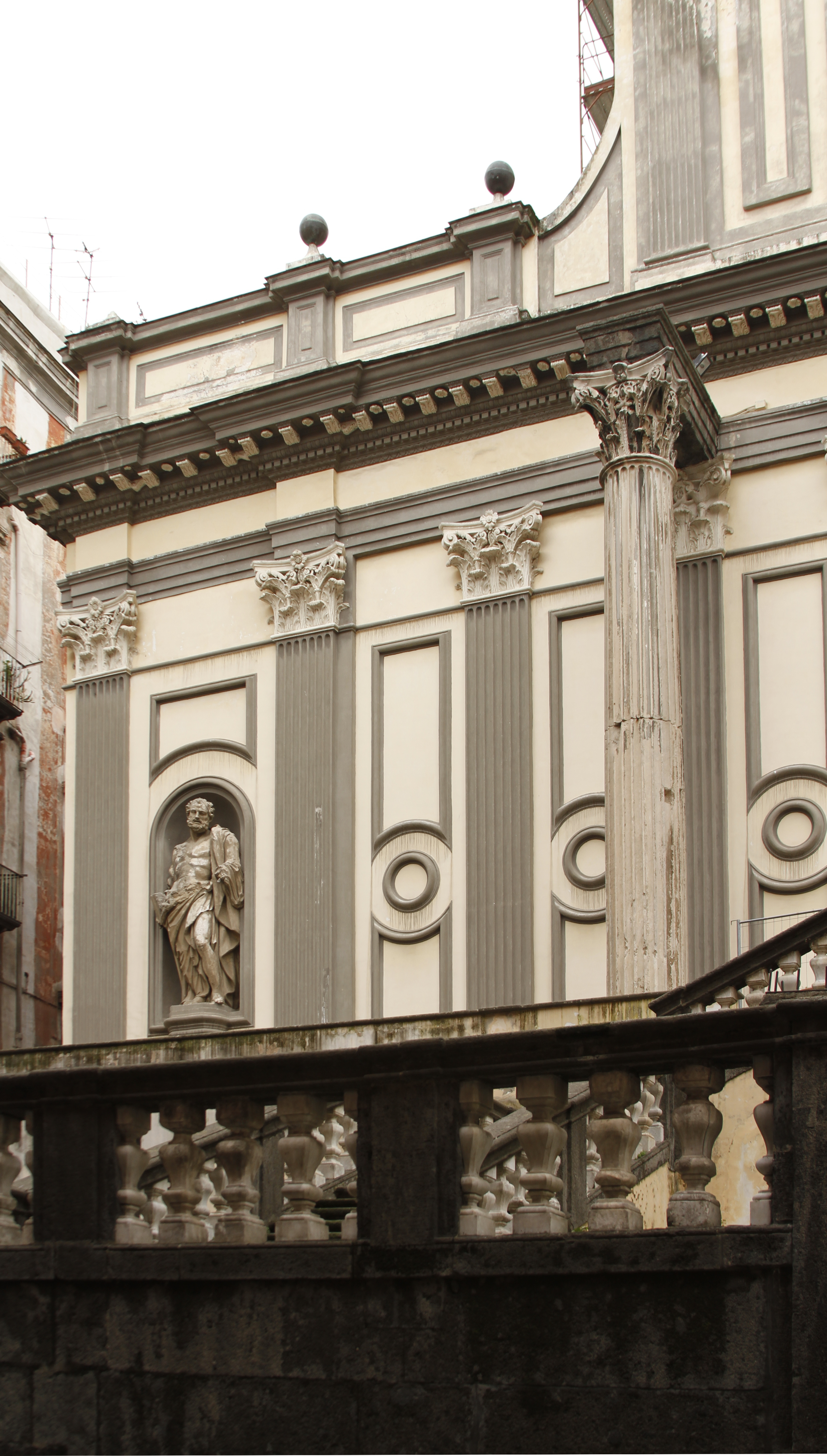
Facciata della basilica di San Paolo Maggiore con le uniche due colonne del Tempio rimaste in piedi

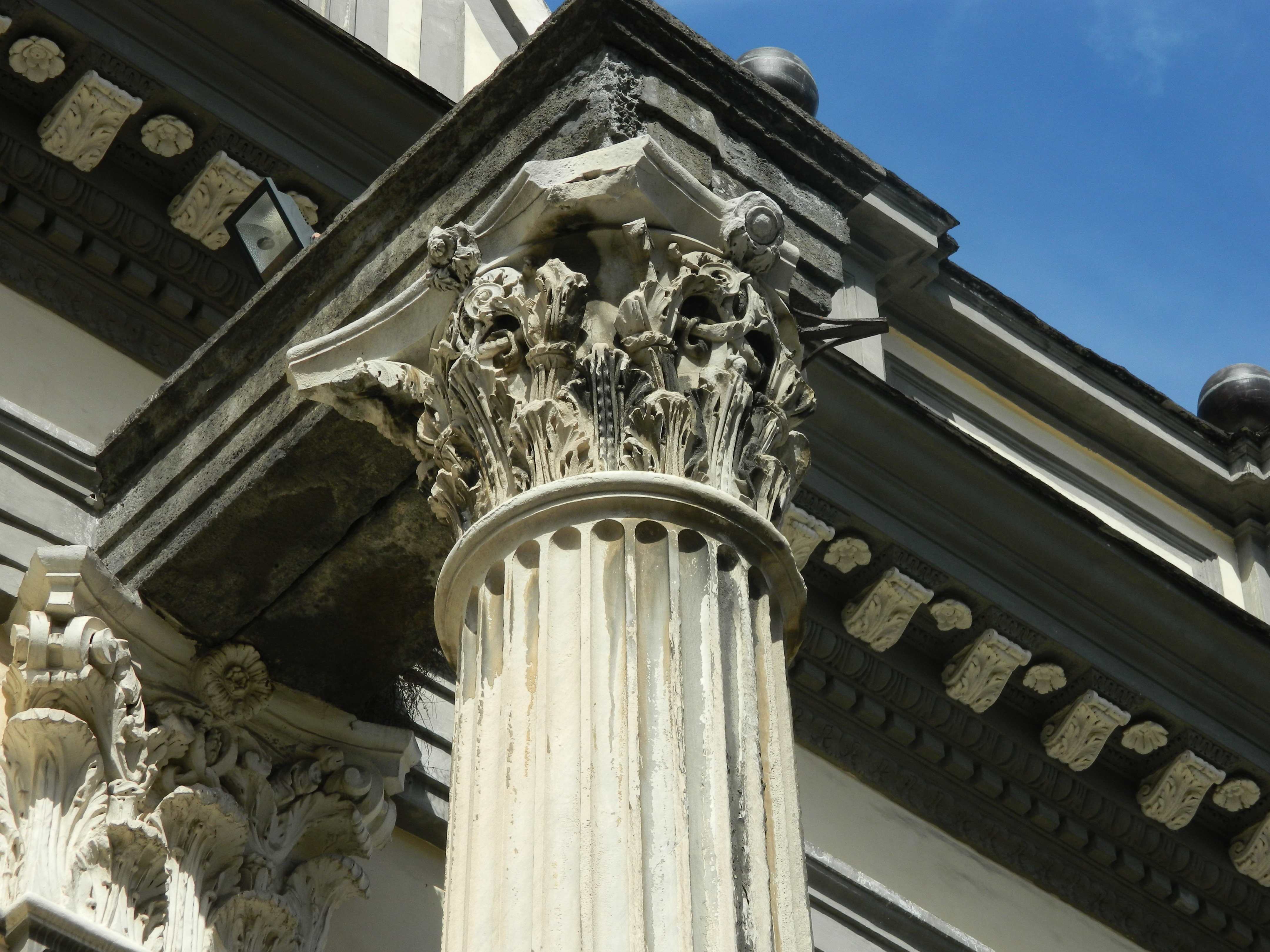
Particolare di una delle due colonne

Il tempio dei Dioscuri è un tempio romano di Napoli sulle cui rovine sorge la basilica di San Paolo Maggiore in piazza San Gaetano.

## Culto dei Dioscuri
Nell'Odissea di Omero, Castore, domatore di cavalli, e Polluce, valente pugilatore, sono indicati come figli di Leda e di Tindaro. Secondo altre tradizioni erano figli di Zeus e per questo motivo chiamati Dioscuri, che in greco significa proprio figli di Zeus. Il culto dei due eroi costretti a vivere e morire ciascuno a giorni alterni era molto diffuso in Grecia, soprattutto a Sparta, ma anche nelle colonie della Magna Grecia e della Sicilia. I Dioscuri erano considerati numi della poesia, della musica e della danza, e nelle pòleis dell'Italia meridionale venivano venerati come protettori dei naviganti.
Del resto in una città marinara come Neapolis, era naturale che accanto ad Apollo e a Demetra Attica figurassero tra le patrie divinità anche i due intrepidi gemelli, legati al mare e cari a Poseidone.

## Storia

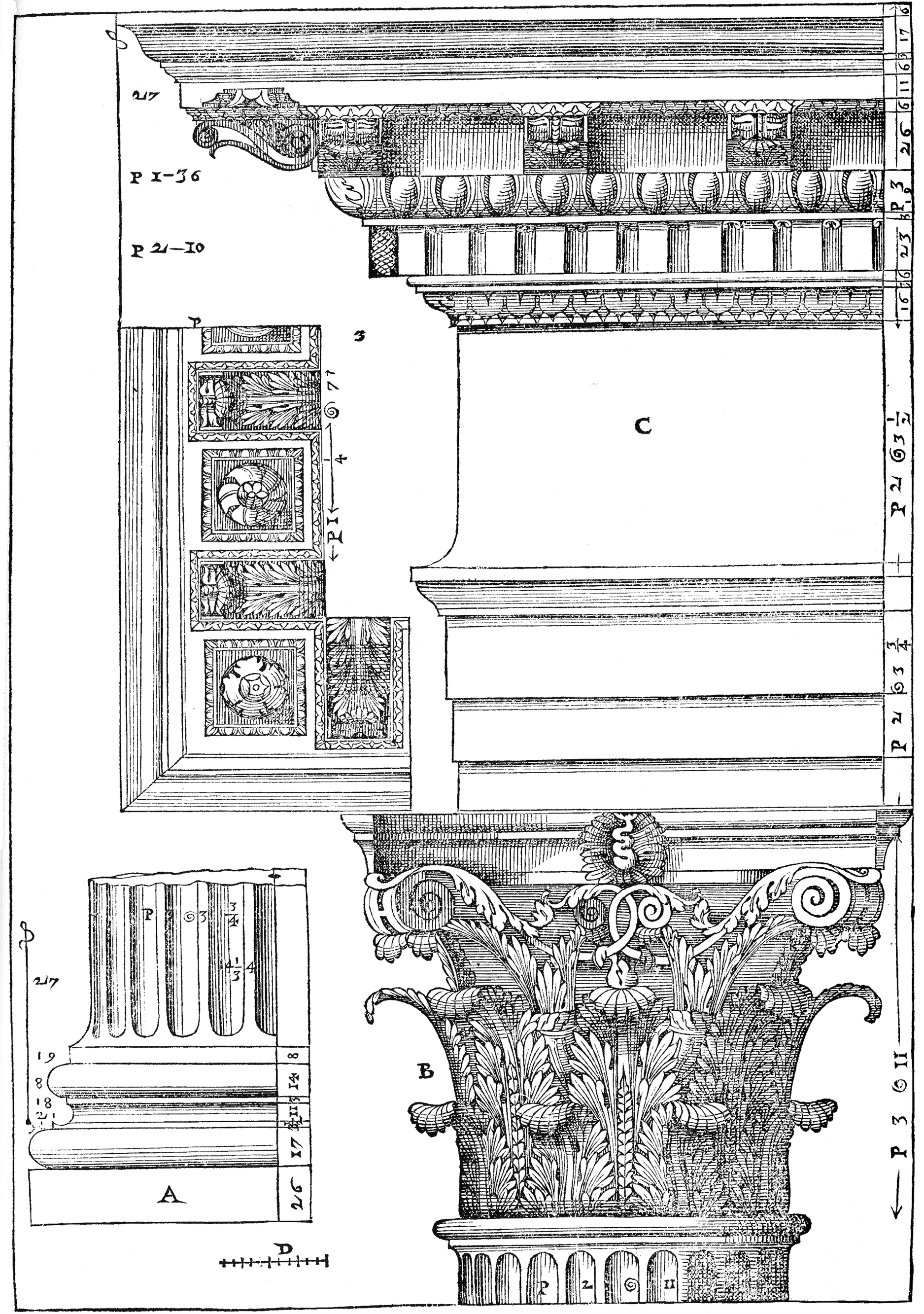
Particolare della decorazione del tempio in un disegno di Palladio

Il tempio venne probabilmente costruito inizialmente all'epoca della fondazione della città, come sembra provato dai resti di fondazioni attribuite al V secolo a.C., e fu dedicato ai Dioscuri, Castore e Polluce.
Fu ricostruito nella prima età imperiale, probabilmente sotto Tiberio (14-37 d.C.), nel quadro di una nuova sistemazione urbanistica dell'area del foro napoletano: il culto dei Dioscuri si era trasformato in un culto di tipo dinastico, strettamente collegato ai membri della casa imperiale destinati alla successione.
L'iscrizione della facciata riportava il seguente testo in greco:
I finanziatori dell'opera furono dunque due liberti imperiali, di origine orientale.

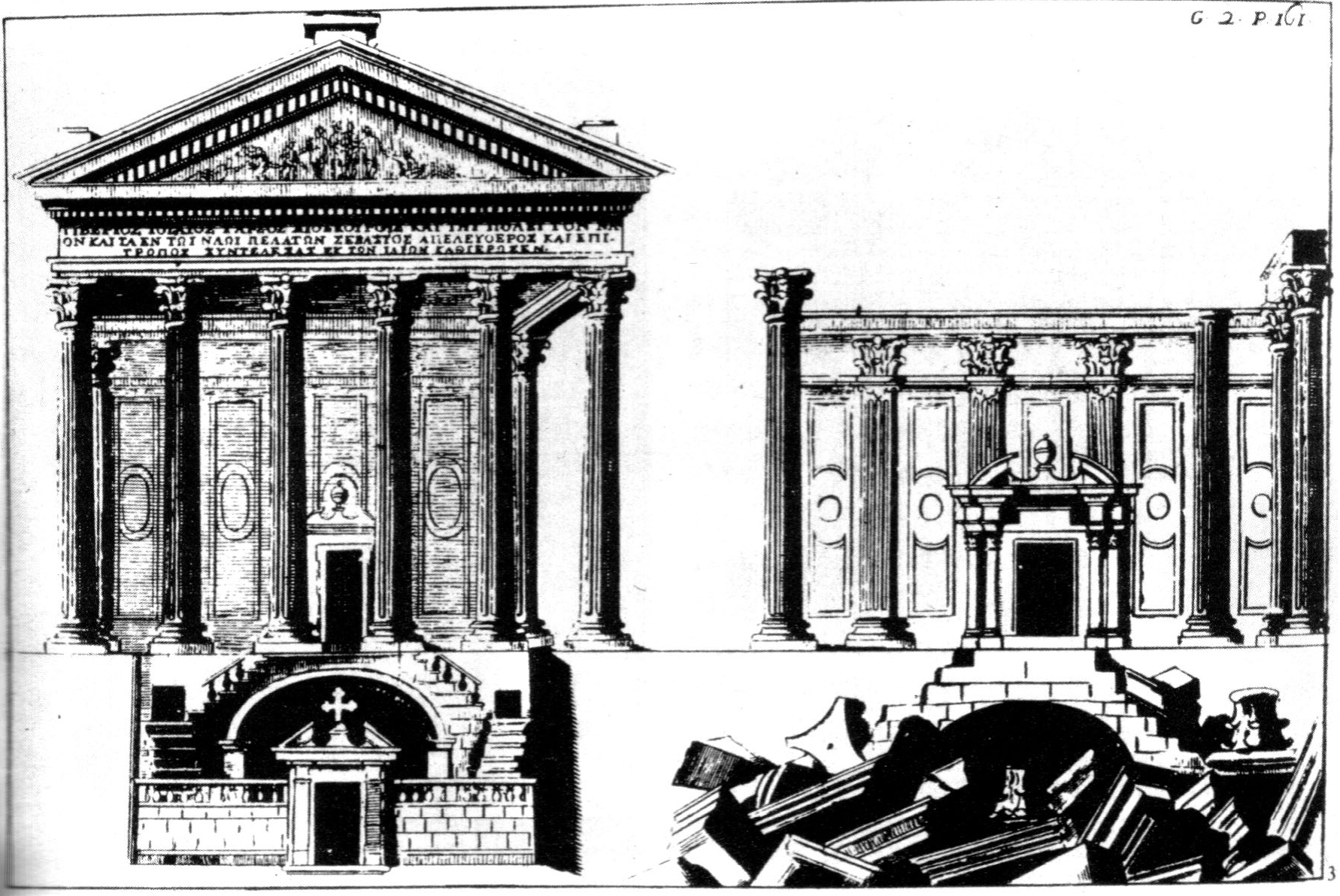
Il tempio prima e dopo il crollo causato dal terremoto del 1688. Testimonianza di Carlo Celano

Il tempio tra l'VIII e il IX secolo venne inglobato nella chiesa di San Paolo, conservando inalterata la facciata, con l'iscrizione dedicatoria incisa sul fregio e la decorazione del frontone.
Un disegno dell'artista portoghese Francisco de Hollanda riprodusse la fronte dell'edificio nel 1540, con particolare cura per le figure del frontone e per l'iscrizione che i finanziatori dell'opera avevano voluto porre a ricordo.
Tra la fine del Cinquecento e l'inizio del Seicento la chiesa, inserita nel convento istituito da san Gaetano di Thiene, fu ricostruita da Francesco Grimaldi, sempre lasciando in facciata l'antico pronao del tempio.
I terremoti del 1686-1688 causarono gravi danni alla facciata: soltanto quattro delle otto colonne corinzie erano rimaste in piedi con due basi. Gli elementi crollati, lasciati sulla strada, andarono dispersi con il tempo. Altre due colonne furono rimosse nei primi anni del Settecento.
Dal Cinquecento sono noti due torsi di statue di Castore e di Polluce più grandi della vita che poi furono incastrati in due nicchie (e soprascritti da versi latini seicenteschi) sotto le statue di san Pietro e san Paolo, simmetricamente disposte sulla facciata. Probabilmente nel 1972 furono trasferiti al museo archeologico.

## Decorazione del frontone
La decorazione del frontone del tempio dei Dioscuri è stata ricostruita attraverso il disegno del 1540 di Francisco de Hollanda. Le figure convergono al centro del frontone, dominato dai personaggi principali, i Dioscuri e la personificazione della pòlis. Agli angoli sono dei tritoni, e le personificazioni della Tellus (la dea Terra) e di Oceanus, accanto ad Apollo e Diana.
Le due colonne superstiti che oggi caratterizzano la facciata della basilica di San Paolo Maggiore sono di ordine corinzio.